# المزفورد (نیویورک)
المزفورد (به انگلیسی: Elmsford) یک منطقهٔ مسکونی در ایالات متحده آمریکا است که در شهرستان وستچستر، نیویورک واقع شده‌است. المزفورد ۲٫۸ کیلومتر مربع مساحت و ۴٬۶۶۴ نفر جمعیت دارد و ۵۴ متر بالاتر از سطح دریا واقع شده‌است.